# Богданов-Катьков, Николай Николаевич
Николай Николаевич Богданов-Катьков (25 июня 1894, Новороссийск, Кубанская область — 1955) — советский энтомолог, один из ведущих специалистов в области защиты растений, профессор, доктор сельскохозяйственных наук. Заслуженный деятель науки РСФСР (1945). Основатель и руководитель Ленинградского института прикладной зоологии и фитопатологии (ИЗИФ, 1922—1948).

## Биография
Родился 25 июня 1894 года в Новороссийске. Учился на физико-математическом факультете Петербургского университета (после окончания которого с 1913 года некоторое время занимался систематикой чернотелок под руководством профессора Г. Г. Якобсона и работал в Зоологическом музее Академии наук) и на факультете растениеводства Каменноостровского сельскохозяйственного института в Петербурге (окончил в 1918 году).
- 1916—1923 — работал в Каменноостровском сельскохозяйственном институте в Ленинграде (в 1917 и 1924 временно заведовал кафедрой прикладной зоологии)
- 1917—1923 — преподаватель энтомологии в Агрономическом институте
- 1918 — организовал Ленинградскую станцию защиты растений (был директором в течение многих лет)
- 1919—1923 — ассистент по энтомологии в Лесном институте
- 1920 и 1922 — преподавал энтомологию в Петроградском политехникуме
- 1920—1927 — заведовал Детскосельской энтомологической станцией и Энтомологическим отделом Северо-Западной областной опытной станции
- 1920—19.. — преподавал на Высших курсах прикладной зоологии и фитопатологии
- 1921 — избран профессором Горецкого сельскохозяйственного института и профессором Нижегородского университета
- с 1922 — читал прикладную энтомологию в Ленинградском сельскохозяйственном институте, где в 1926 году по всесоюзному конкурсу был избран профессором; затем заведовал кафедрой защиты растений в Петергофском овощном институте и этой же кафедрой в Пушкинском СХИ (Пушкинском сельскохозяйственном институте), а также кафедрой сельскохозяйственной энтомологии в Ленинградском сельскохозяйственном институте
- 1922—1948 — организатор и руководитель (ректор, а затем директор) Ленинградского института прикладной зоологии и фитопатологии (позже Высших курсов прикладной зоологии и фитопатологии, затем Института зоологии и фитопатологии (ИЗИФ))
- 1924—1925 — заведовал уклоном прикладной энтомологии в Ленинградском университете
- 1934—1938 — был первым деканом организованного им факультета защиты растений в Ленинградском сельскохозяйственном институте
- заместитель директора по научной части Всесоюзного института защиты растений, заведовал его лесным отделом
- 1945—1947 — ректор Пушкинского СХИ (в годы Великой Отечественной войны организовывал его эвакуацию на Алтай). На базе ПСХИ в 1943 г. был создан Алтайский сельскохозяйственный институт.
- с 1947 — возглавил секцию защиты растений Всесоюзной академии сельскохозяйственных наук имени В. И. Ленина[2]

Подготовил 7 докторов и 44 кандидата наук.

## Награды
- Заслуженный деятель науки РСФСР (присвоено в 1945 году Указом Президиума Верховного Совета РСФСР)[2]
- Орден Трудового Красного Знамени
- Орден «Знак Почета»
- Медали